# Hovea trisperma
Hovea trisperma är en ärtväxtart som beskrevs av George Bentham. Hovea trisperma ingår i släktet Hovea och familjen ärtväxter. Inga underarter finns listade i Catalogue of Life.

## Bildgalleri

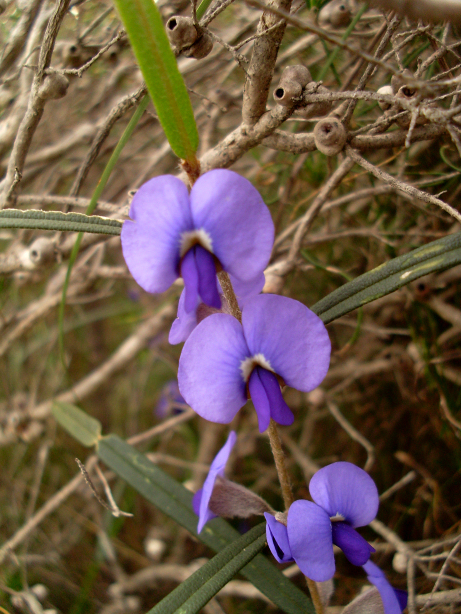
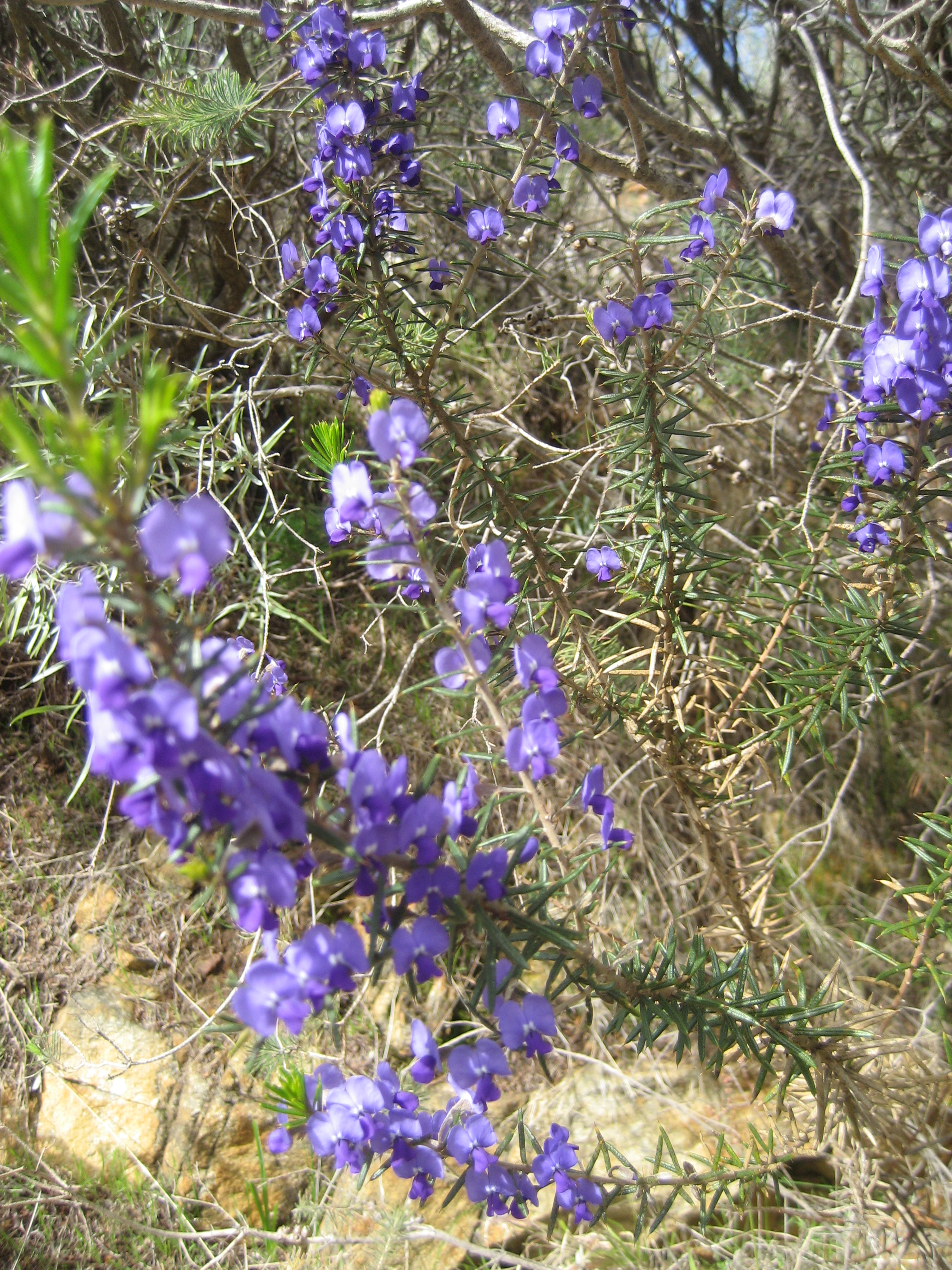
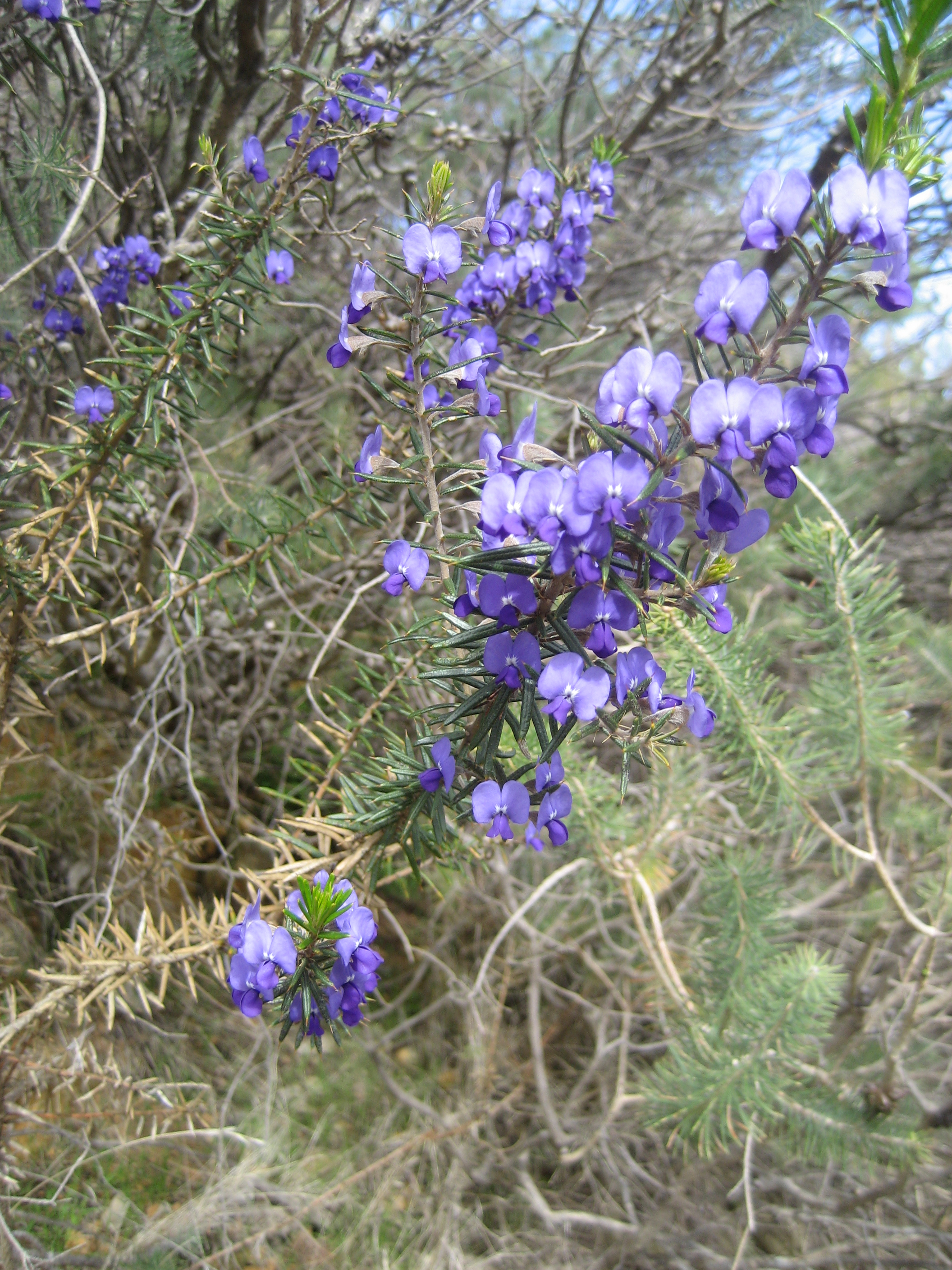